# Volvo C70
Volvo C70 – samochód osobowy klasy średniej produkowany pod szwedzką marką Volvo w latach 1997 – 2013.

## Pierwsza generacja

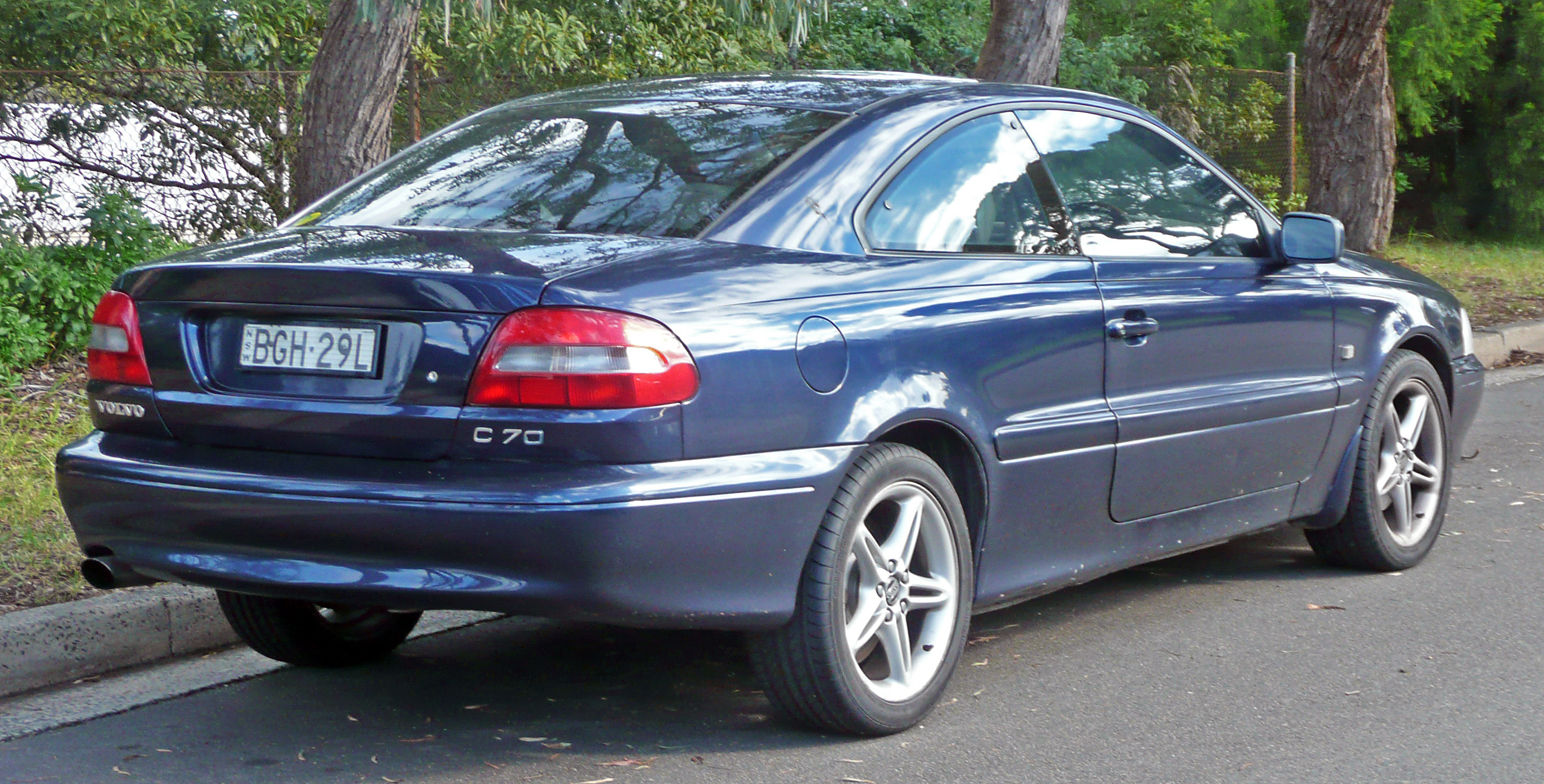
Volvo C70 - tył

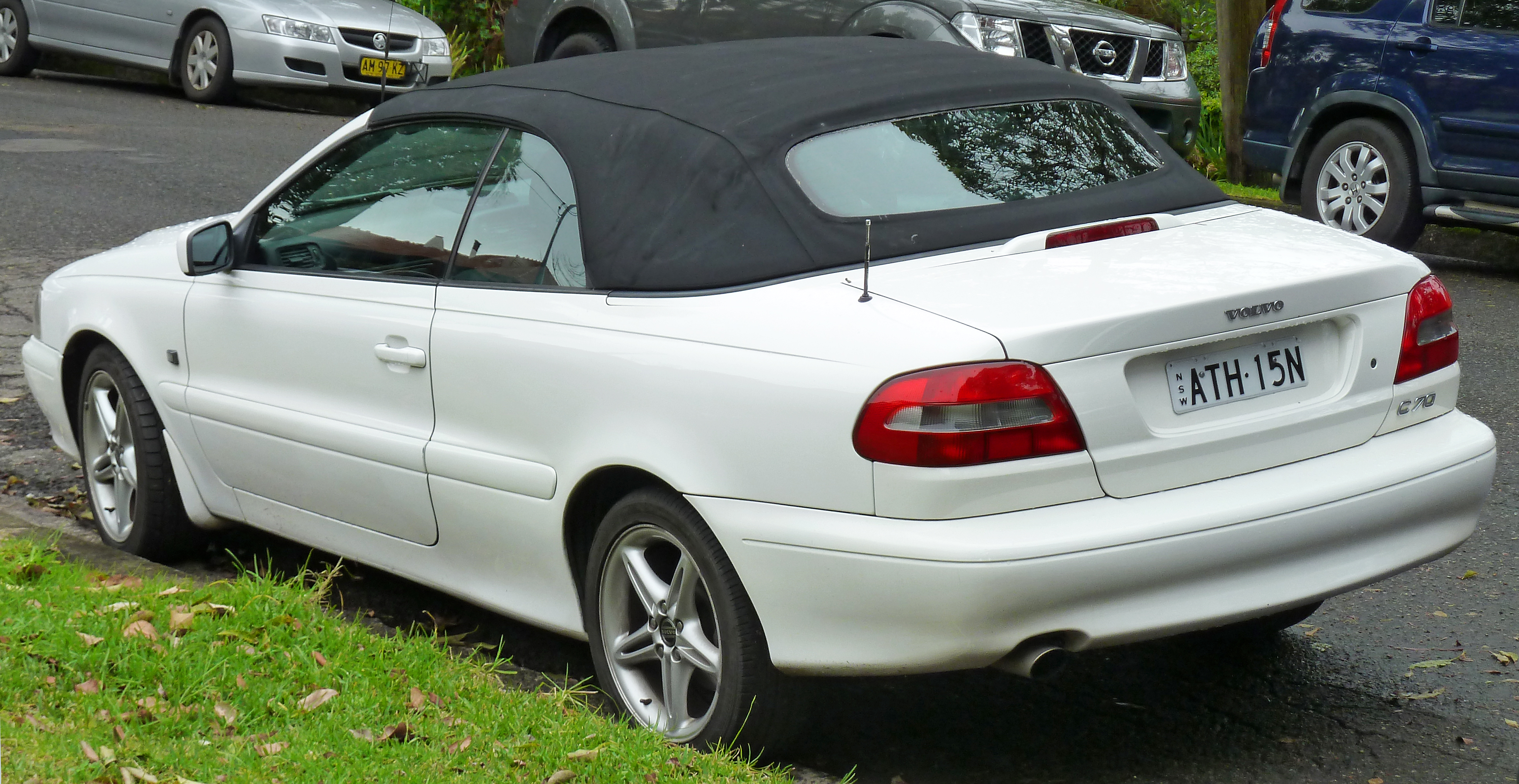
Volvo C70 Cabrio

Volvo C70 I zostało zaprezentowane po raz pierwszy w 1997 roku.
Samochód został po raz pierwszy oficjalnie zaprezentowany podczas targów motoryzacyjnych w Paryżu w 1996 roku. C70 I powstało we współpracy Volvo Car Corporation z brytyjskim konstruktorem samochodów wyścigowych Tom Walkinshaw Racing. Rok później podczas targów motoryzacyjnych we Frankfurcie zaprezentowano produkcyjną wersję pojazdu. Pojazd został zbudowany na bazie modelu S70 i V70. Początkowo auto oferowano wyłącznie w nadwoziu coupé. W 1998 roku zaprezentowano wersję cabrio z miękkim, automatycznie składanym dachem. Wersja coupé produkowana była do 2002 roku.

### Wyposażenie
Wyposażenie pojazdu obejmuje m.in. dwustrefową klimatyzację automatyczną, elektryczne sterowanie szyb, elektryczne sterowanie oraz podgrzewanie lusterek, fotochromatyczne lusterko wsteczne, radio CD ze wzmacniaczem i zmieniarką na 3 lub 6 płyt, zestaw nagłośnienia Dynaudio składający się z 11 głośników o mocy 400W RMS w połączeniu z procesorem dźwięku Dolby Surround Pro Logic, regulowaną kolumnę kierownicy, komplet poduszek powietrznych, system ABS, ESP oraz ASR, immobilizer ze zmiennym kodem, oświetlenie asekuracyjne Home Safe, system zabezpieczeń przed skutkami uderzeń bocznych wraz z poduszkami bocznymi (SIPS), tempomat, automatyczną skrzynię biegów z trybami jazdy Sport/Eco/Winter, skórzaną tapicerkę, elektrycznie regulowane fotele z pamięcią do 3 ustawień, elektrycznie sterowane okno dachowe oraz system nawigacji satelitarnej.

### Silniki
Do napędu pojazdu użyto pięciocylindrowych silników benzynowych. Podstawową jednostką napędową był turbodoładowany silnik o pojemności 2.0 l i mocy 163 KM. 
| 2.0 20V T | 2.0 | R5 | 163 | 220 | 9,3              | 220              |
| 2.0 20V T | 2.0 | R5 | 225 | 310 | 7,9 automat: 8,2 | 225 automat: 235 |
| T5        | 2.3 | R5 | 239 | 330 | 7,2              | 240              |
| T5        | 2.3 | R5 | 245 | 330 | 7,5              | 240              |
| 2.4 T     | 2.5 | R5 | 200 | 270 | 8,5              | 220              |
| 2.4       | 2.5 | R5 | 170 | 230 | 8,9              | 215              |
| 2.5 T     | 2.5 | R5 | 193 | 285 | 7,8              | 230              |

## Druga generacja

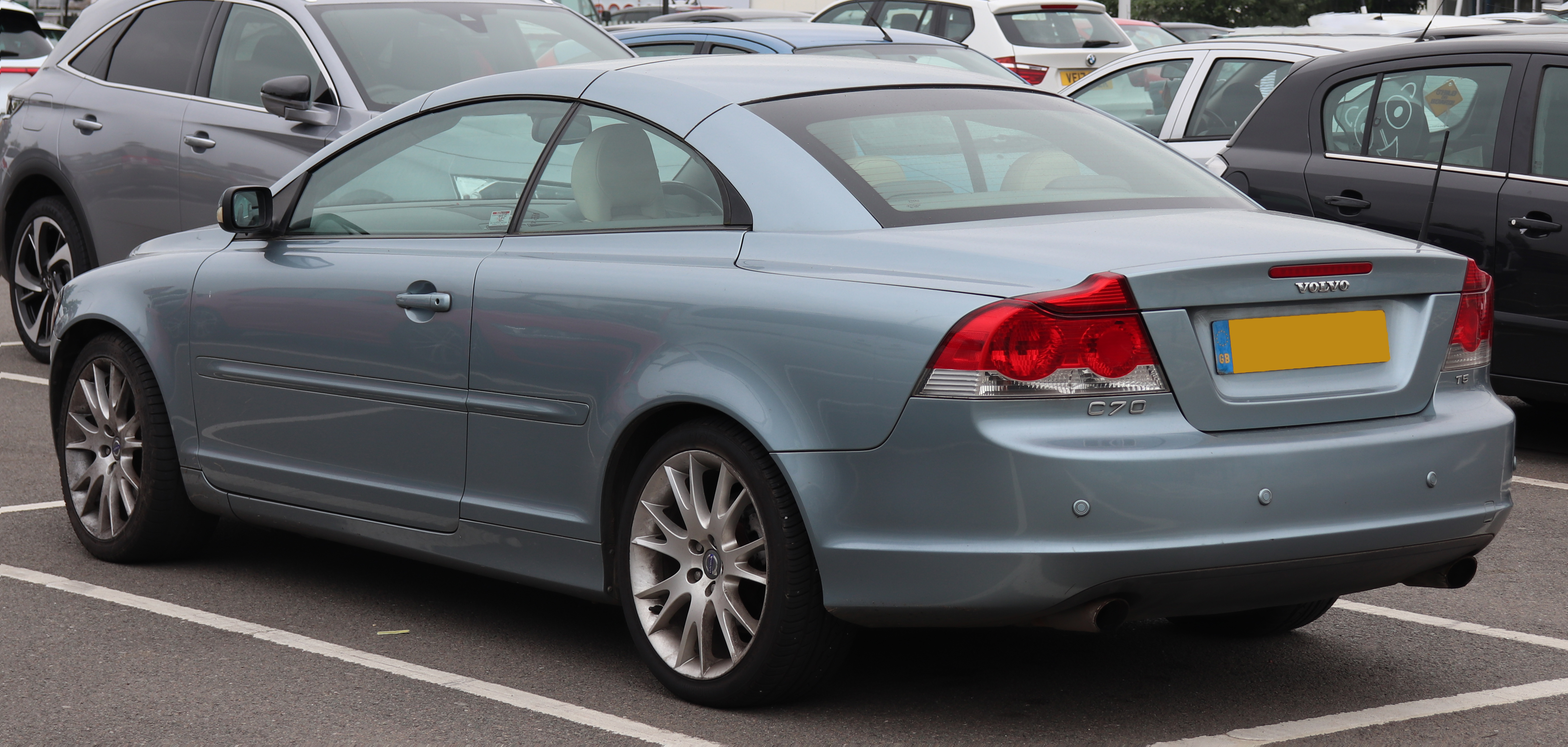
Volvo C70 II - tył

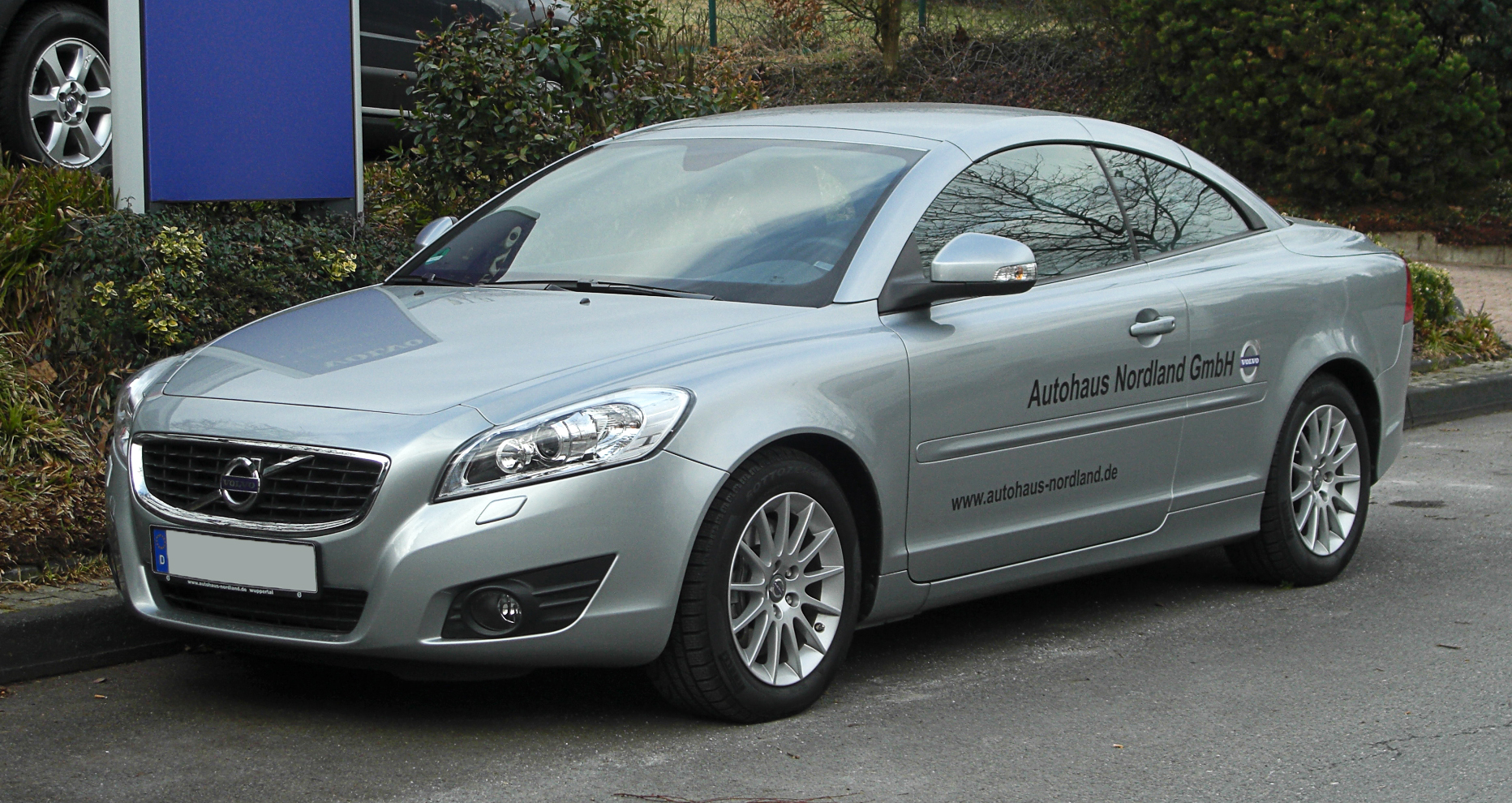
Volvo C70 II po liftingu

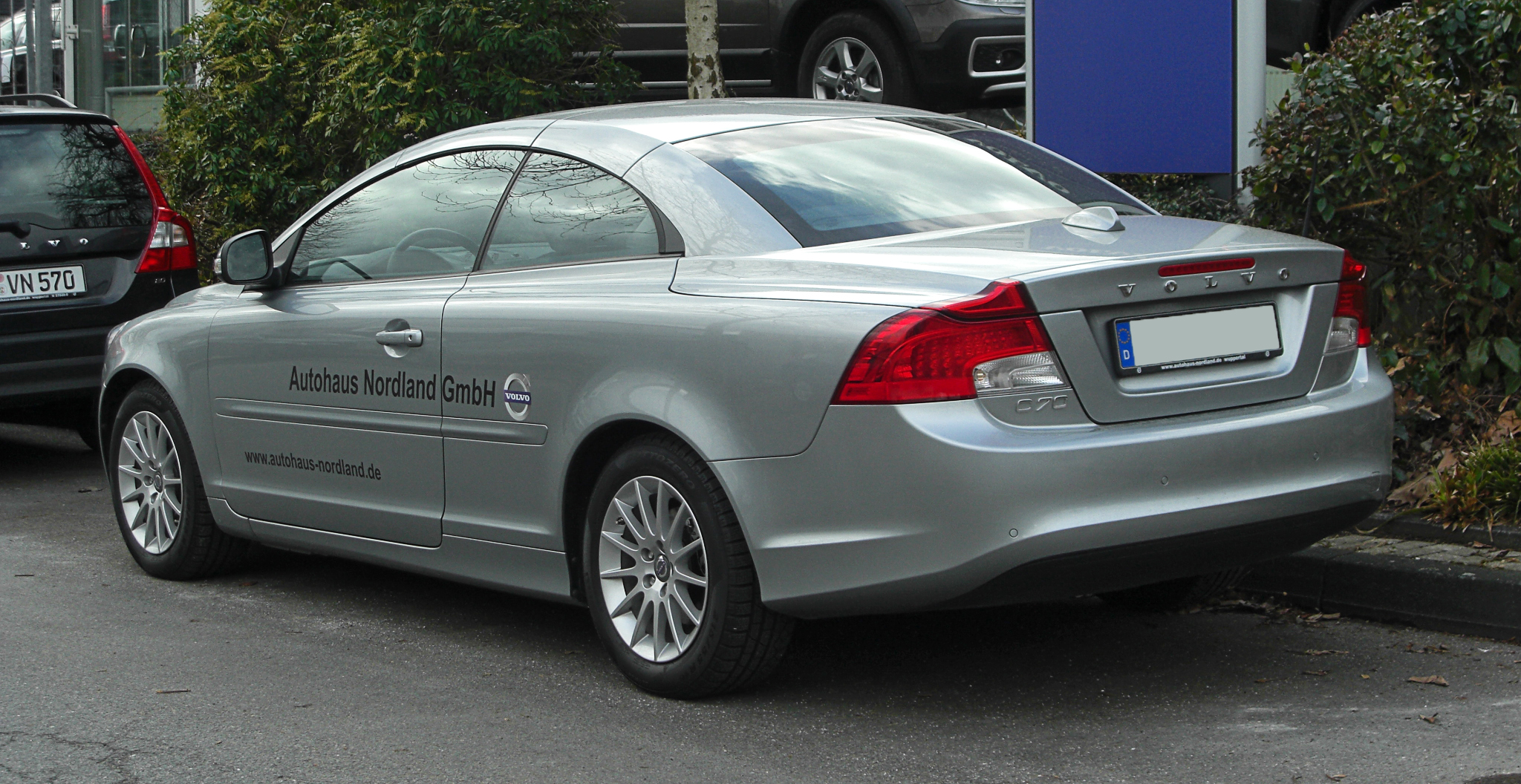
Volvo C70 II - tył po liftingu

Volvo C70 II zostało zaprezentowane po raz pierwszy w 2006 roku.
Samochód po raz pierwszy został zaprezentowany podczas targów motoryzacyjnych we Frankfurcie w 2005 roku. Pojazd został zbudowany na bazie płyty podłogowej amerykańskiego koncernu motoryzacyjnego Ford Motor Company o nazwie P1 wykorzystanej do produkcji m.in. modeli C30, S40 i V50. C70 II powstało przy współpracy Volvo Car Corporation z włoskim biurem projektowym Pininfarina. W stosunku do pierwszej generacji pojazdu zrezygnowano z dwóch wersji nadwoziowych coupé i cabrio na rzecz jednej coupé-cabrio.
W 2009 roku auto przeszło face lifting. Zmieniono m.in. przód pojazdu w tym m.in. reflektory przednie, atrapę chłodnicy oraz zderzaki, a także tylne lampy wykonane w technologii LED.

### Wersje wyposażeniowe
- Kinetic
- Momentum
- Summum
- Inscription Edition – edycja specjalna (2000 egzemplarzy)

Standardowe wyposażenie pojazdu obejmuje m.in.: 6 poduszek powietrznych, system chroniący przed uderzeniami bocznymi (SIPS), układ zmniejszający uraz kręgów szyjnych (WHIPS), światła hamowania awaryjnego (EBL), ABS, DSTC, EBA, kurtyny IC, rozdzielacz siły hamowania EBD, radio CD performance z 6 głośnikami, kierownicę wielofunkcyjną oraz dwustrefową klimatyzację. Dach samochodu składa się w niecałe 30 s.

### Silniki
| Silnik                | Pojemność skokowa [cm³] | Typ silnika        | Moc maksymalna [KM] przy obr./min | Maks. moment obrotowy [Nm] przy obr./min | Przyspieszenie 0-100 km/h [s] | Prędkość maks. [km/h] |                    |                    |                    |
| Silniki benzynowe:    | Silniki benzynowe:      | Silniki benzynowe: | Silniki benzynowe:                | Silniki benzynowe:                       | Silniki benzynowe:            | Silniki benzynowe:    | Silniki benzynowe: | Silniki benzynowe: | Silniki benzynowe: |
| --------------------- | ----------------------- | ------------------ | --------------------------------- | ---------------------------------------- | ----------------------------- | --------------------- | ------------------ | ------------------ | ------------------ |
| 2.4                   | 2435                    | R5                 | 140                               | 220                                      | 11 automat: 11,8              | 205 automat: 200      |                    |                    |                    |
| 2.4i                  | 2435                    | R5                 | 170                               | 230                                      | 9,1 automat: 10               | 220 automat: 215      |                    |                    |                    |
| T5                    | 2521                    | R5                 | 230                               | 320                                      | 7,6 automat: 8                | 240 automat: 235      |                    |                    |                    |
| Silniki wysokoprężne: |                         |                    |                                   |                                          |                               |                       |                    |                    |                    |
| 2.0 D                 | 1997                    | R4                 | 136                               | 320/2000                                 | 11 automat: 11,1              | 205                   |                    |                    |                    |
| D3                    | 1984                    | R5                 | 150                               | 340/1750                                 | 10,8 automat: 10,9            | 210 automat: 205      |                    |                    |                    |
| D4                    | 1984                    | R5                 | 177                               | 400/2000                                 | 9,8 automat: 9,9              | 220 automat: 215      |                    |                    |                    |
| D5                    | 2400                    | R5                 | 180                               | 400/2000                                 | 9,5 automat: 9,5              | 225                   |                    |                    |                    |